# Ріттих Олександр Олександрович (архітектор)
Олекса́ндр Олекса́ндрович Рі́ттих (нар. 1889, Москва — пом. 1945, Москва) — російський і радянський архітектор, художник і педагог.

## Життєпис
Народився 1889 року в Москві.
Закінчив московську гімназію, навчався на історико-філологічному факультеті Московського університету. Художню освіту здобував у Віденській академії мистецтв, де навчався у Франца фон Штука, а згодом — у Мюнхенській академії мистецтв, поєднуючи заняття живописом з вивченням архітектури в Політехнічному інституті.

### В Україні
За спогадами художника Євгена Кібрика, Олександр Ріттих «… повернувся в Росію після Жовтневої революції і потрапив у вир громадянської війни на Україні. У глухому селі захворів на тиф і, коли Марія Тарасівна, сільська фельдшерка, виходила його, одружився з нею».
В роки громадянської війни служив у санітарних загонах і агітаційних поїздах. Він згадував, що перебуваючи в Одесі у 1920 році, зустрівся зі своїм родичем і тезкою — останнім міністром землеробства Російської імперії О. О. Ріттихом, який того ж року емігрував.
Після закінчення громадянської війни деякий час мешкав у Вознесенську Миколаївської області, де значно вплинув на творчий вибір Євгена Кібрика. Останній згодом згадував:
| «… доля занесла у Вознесенськ художника зовсім іншого складу — Олександра Олександровича Ріттиха. Ріттих був художником європейського типу, вірніше, німецького. Він і навчався в Мюнхені і Відні й, як я зараз розумію, явно працював у манері Бекліна, що так вразила у свій час молодого Рєпіна. Невеликого зросту, витончений блондин з борідкою, довгим волоссям, він мав вигляд, дуже схожий на той, що зазвичай надавався зображенням Ісуса Христа. Коли я познайомився з ним, йому було тридцять три роки…» |
У 1922 році О. О. Ріттих переїздить до Миколаєва, де призначається на посаду директора Миколаївського художнього музею імені Верещагіна (цю посаду він обіймав до 1930 р.). Одночасно викладав у Миколаївському художньому технікумі. У Миколаєві в митця народилася дочка Людмила (відомий московський біолог Л. О. Ріттих (1925—2009 рр.)
Миколаївський період О. О. Ріттиха відзначений високою творчою активністю. У ці роки живописець звернувся до пейзажу — писав українську природу, чорноморські пейзажі (пейзажі складають найкращу частину його малярської спадщини); створював також твори на історико-революційну тематику; як і більшість художників, залучався до створення агітаційно-пропагандистської наочної агітації. На жаль, більшість творів художника, створених у цей період, загинули під час Другої світової війни.
У 1924 році О. О. Ріттих створив постамент під пам'ятник В. І. Леніну, а у 1927 р. працював над пам'ятником загиблим в період громадянської війни бійцям Сиваської дивізії, що дислокувалася в Миколаєві. Також О. О. Ріттих був одним із засновників Миколаївського краєзнавчого товариства (1930 р.).
У червні 1930 року картини О. О. Ріттиха брали участь у III Всеукраїнській художній виставці Наркомпросу УРСР у Харкові.

### У Казахстані
З 1933 року О. О. Ріттих оселився в Алма-Аті (Казахстан). Того року була створена Спілка художників Казахстану і він стає її членом і одним з найбільш помітних і активних художників у республіці.
4 жовтня 1933 року в приміщенні Алма-атинської міської бібліотеки відкрилась перша в історії Казахстану художня виставка «Художники Казахстану в боротьбі за соціалістичне будівництво», в якій взяв участь і О. О. Ріттих. У 1934 році він брав участь у республіканському конкурсі на створення портрета Абая (робота Ріттиха була відзначена третьою премією). Твори художника експонувалися в Москві на виставці, що проходила у фоє Большого театру під час першої Декади літератури та мистецтва Казахстану влітку 1936 р. і були позитивно сприйняті столичною художньою критикою.
Одночасно О. О. Ріттих ще й займався архітектурним проектуванням і дизайном. За його архітектурними проектам зведені в Алма-Аті: контора Держбанку (1934), управління тютюнової фабрики (1936, спільно з арх. В. М. Львовим і Д. Ф. Фрідманом), будівля аероклубу ДТСААФ (1936). Одним з його найбільших творінь стало художнє оформлення павільйону Радянського Казахстану на Всесоюзній Сільськогосподарській Виставці в Москві (1937), для цього написані великі панно на теми історії і соціалістичного будівництва Казахстану.
Крім того, він займався викладацькою діяльністю в місцевому художньому училищі та консультував багатьох казахстанських художників.
Зісланий до Алма-Ати письменник Юрій Домбровський у своїй повісті «Гонці» писав:
| «В Алма-Аті вже й тоді художників було предостатньо. Щосили блищав, наприклад, неперевершений Ріттих. Хто з мешканців Алма-Ати не застигав на вулицях при вигляді цієї величної постаті, блідого обличчя інтелектуала, погляду світлих променистих очей і таємничої художньої бороди? А які величезні блискучі полотна він писав!... ... Так, так, хто з художників або так званої художньої інтелігенції не пам'ятає Ріттиха, учня великих майстрів, Франца Штука і Бекліна? «Маг світлотіні» – так його називав, захлинаючись, «Літературний Казахстан». Він міг працювати по двадцять годин на день, не знижуючи ні якості, ні продуктивності, міг за кілька днів розписати величезний павільйон Сільськогосподарської виставки, міг створювати величезні полотна на будь-яку тему в будь-який термін, будь-якої величини! Він виблискував, іскрився, переливався, зображував гнів, любов, мужність, здіймав до неба сотні засмаглих кулаків і це називалося «Повстання». Малював строкатий натовп у святкових національних вбраннях, красунь, красенів, старих, заливав усе сліпучим сонячним світлом, розстилав білосніжні скатертини, розкидав страви з фруктами, дині і кавуни, короваї з срібними солонками вгорі, українські рушники, казахські кошми, – і все це називалося «Колгоспне свято». Та хіба міг хто-небудь зрівнятися з великим Ріттихом? Всі інші художники просто тьмяніють перед ним». |
Проте все це не врятувало художника від репресій, що розгорнулися серед художньої інтелігенції республіки наприкінці 1930-х років. За повідомленнями місцевих газет, у липні 1938 р. «Члена оргкомітету Спілки художників О. О. Ріттиха за повну бездіяльність, затиск критики, рвацтво і халтуру, за вчинки, не гідні звання радянського художника, загальні збори художників ухвалили виключити з членів Спілки». Втім, незабаром членство в Спілці художників для нього було відновлене й у 1943 році О. О. Ріттих був обраний кандидатом у члени правління Спілки художників Казахстану.